# 中和站 (首尔特别市)
中和站（：／ Junghwa yeok */?）是首爾地鐵7號線沿線的一座地下車站，位於韓國首爾特別市中浪區中和1洞。

## 車站構造
站體為2面2線曲線式設計側式月台的地下車站，候車月台設有月台幕門，並有4處出口。

### 月台配置
| 墨谷 ↑ |
| \| 上  |
| ↓ 上鳳 |

| 月台 | 路線           | 目的地                                         |
| ---- | -------------- | ---------------------------------------------- |
| 上行 | ●首爾地鐵7號線 | 泰陵、蘆原、道峰山、長岩方向                   |
| 下行 | ●首爾地鐵7號線 | 上鳳、高速巴士客運站、新豐、富平區廳、石南方向 |

## 歷史
- 1996年10月11日：落成啟用。

## 車站周邊
- 中浪中學
- 中和高校
- 中和治安中心
- 里和橋
- 烽火山（朝鲜语：봉화산 (서울)）
- 中和水景公園
- 首爾中浪警察署

## 相鄰車站
首爾交通公社
●首爾地鐵7號線
墨谷（718）－中和（719）－上鳳（720）